# Immoble a la plaça de la Vila, 8
L'Immoble a la plaça de la Vila, 8 és una obra de Breda (Selva) protegida com a Bé Cultural d'Interès Local.

## Descripció
Edificació de planta baixa i dos pisos amb coberta a dues aigües de teula àrab i carener paral·lel a la façana principal. Les obertures han estat modificades a finals del segle xx.